# Публий Корнелий Ануллин (консул 199 года)
Публий Корнелий Ануллин (лат. Publius Cornelius Anullinus) — римский государственный деятель конца II века — начала III века.

## Биография
Ануллин происходил из Иллибера (совр. Гранада) в Бетике из всаднической семьи. Около 170 года Публий возглавлял Бетику. В 175 году он был назначен консулом-суффектом с Дидием Юлианом. Спустя два года Ануллин был легатом VII Парного легиона и воевал с маврами. Затем, в 180 году он стал наместником Верхней Германии.
После гибели императора Коммода Ануллин встал на сторону своего давнего друга Септимия Севера, провозгласившего себя императором. Он принял командование войсками Севера у Тиберия Клавдия Кандида в войне против Песценния Нигера. В следующем году он нанес сокрушительное поражение Нигеру в сражении при Иссе. В 193 году Ануллин находился на посту проконсула Африки. В 195 году он участвовал в походе на Адиабену и Осроену. В 199—203 годах Ануллин — префект Рима, а в 199 году занимал должность ординарного консула вместе с Марком Ауфидием Фронтоном.
У него был сын, консул 216 года, носивший такое же имя.